# Quercus glauca
Quercus glauca Thunb. è un albero appartenente alla famiglia delle Fagaceae, diffuso in Asia orientale e Asia meridionale.

## Descrizione

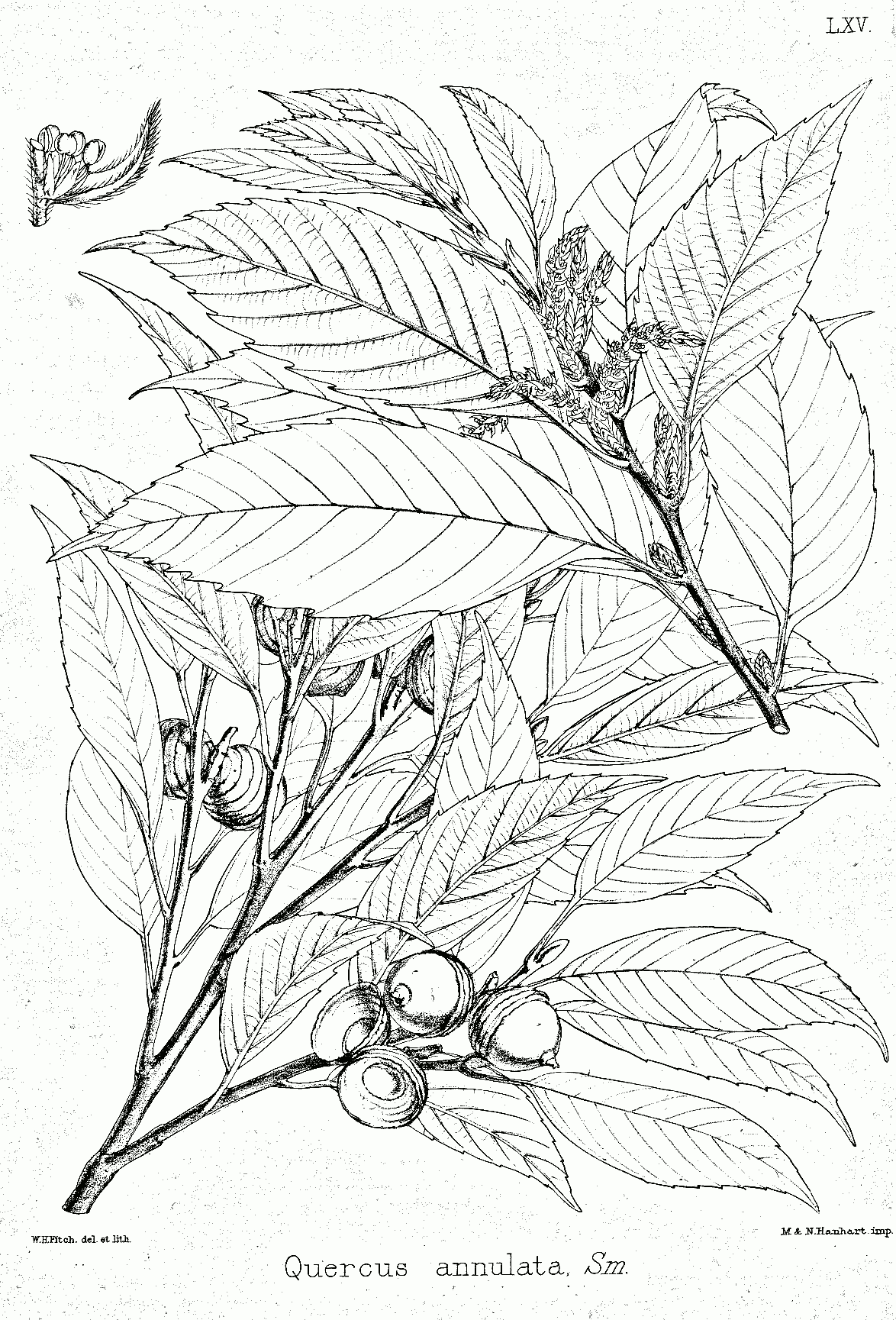
Illustrazione del 1784

Quercus glauca è una latifoglia sempreverde di piccole e medie dimensioni che raggiunge i 15-20 m di altezza.

### Foglie
Le nuove foglie sono di un profondo color viola-cremisi, che presto diventano verde lucido di sopra, blu-verde glauco di sotto, lunghe 13–60 mm e larghe 20–50 mm, con un margine seghettato.
Gli steli e le foglie sono una risorsa alimentare importante per la fauna della zona. Tra gli animali che si cibano da quest'albero ci sono: i cervi, Sephisa chandra, Arhopala japonica, alcune specie di Synanthedon, Stigmella caesurifasciella, Catocala dula.

### Fiore
I fiori sono raggruppati in amenti.

### Frutti
i frutti sono ghiande lunghe 1-1.6 cm, con serie di anelli concentrici all'esterno della coppa della ghianda.

## Distribuzione e habitat
Quercus glauca è originario dell'ecozona indomalese, distribuita nell'Asia orientale e meridionale a 1300-2000 m di altitudine. Si può trovare in Afghanistan, Bhutan, Cina, Hong Kong, India settentrionale e orientale, Giappone meridionale, Kashmir, Corea, Laos, Birmania, Nepal, Taiwan e Vietnam.
Questa specie è predominante in aree come l'indocina, dove cresce in foreste subtropicali e tropicali temperate.

## Tassonomia

### Sinonimi
Questa specie di quercia è nota con i seguenti sinonimi:
- Cyclobalanopsis amamiana (Hatus.) Masam.
- Cyclobalanopsis glauca (Thunb.) Oerst.
- Cyclobalanopsis globosa T.P.Lin & T.S.Liu
- Cyclobalanopsis glauca var. kuyuensis (J.C.Liao) J.C.Liao
- Cyclobalanopsis repandifolia (J.C.Liao) J.C.Liao
- Cyclobalanopsis sasakii (Kaneh.) Kudô & Masam.
- Cyclobalanopsis vibrayana (Franch. & Sav.) Schottky
- Perytis glauca (Thunb.) Raf.
- Quercus amamiana Hatus.
- Quercus glauca var. amamiana (Hatus.) Hatus. ex H.Ohba
- Quercus glauca f. lacera (Blume) Kitam.
- Quercus glauca f. nudata (Blume) M.Kim
- Quercus glauca var. nudata Blume
- Quercus glauca var. podocupula C.F.Shen
- Quercus ichangensis Nakai ex A.Camus
- Quercus lacera Blume
- Quercus laxiflora Lindl. ex Wall.
- Quercus longipes Hu 1951, non Steven 1857
- Quercus lotungensis Chun & W.C.Ko
- Quercus matasii Siebold
- Quercus tranninhensis Hickel & A.Camus
- Quercus vaniotii H.Lév.
- Quercus vibrayeana Franch. & Sav.

### Specie simili
- Quercus spinosa

## Conservazione
La lista rossa IUCN classifica Quercus glauca come specie a rischio minimo (Least Concern).

## Usi

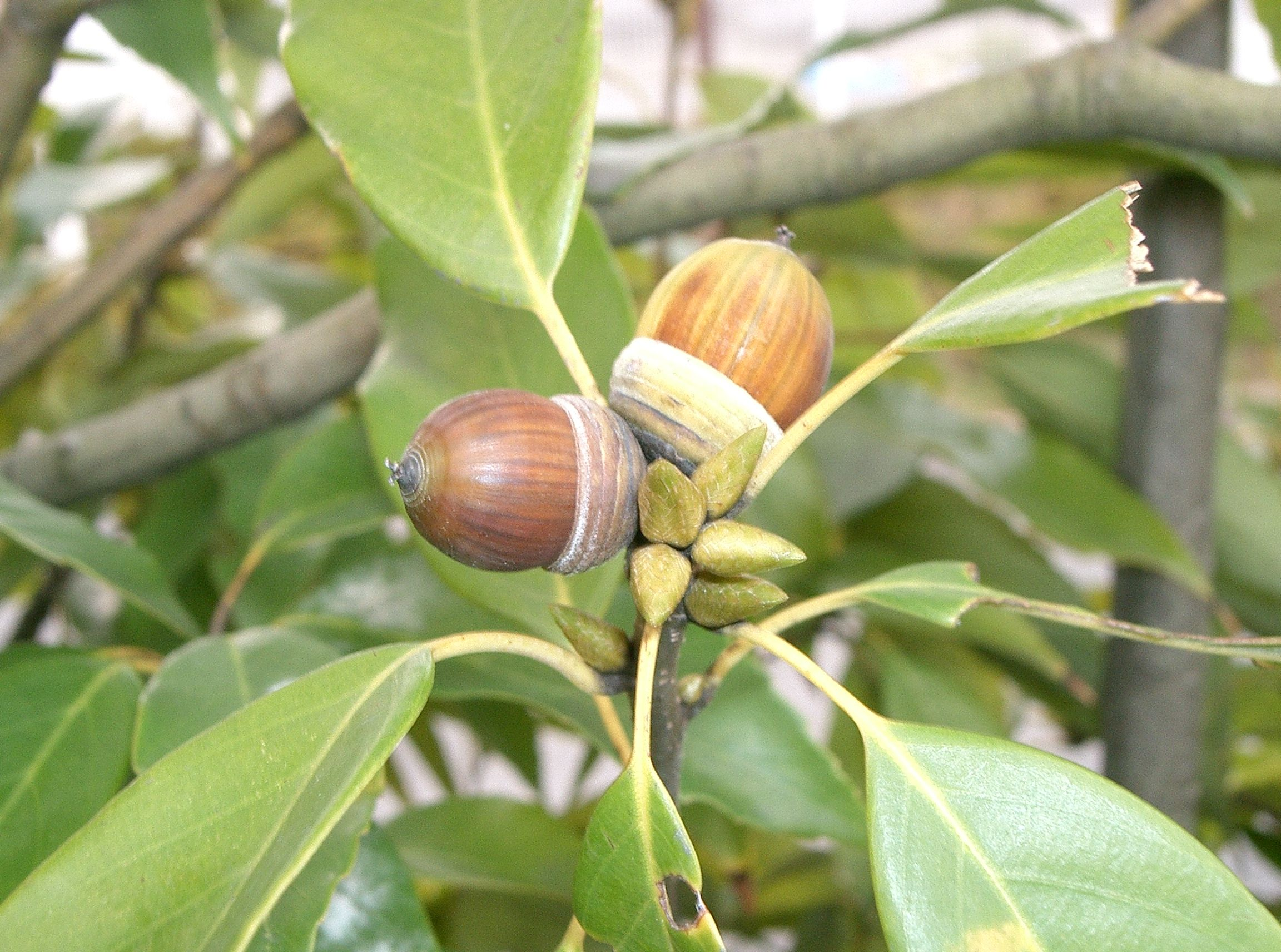
Ghiande mature

Viene piantato come albero ornamentale in regioni dell'Europa e dell’America del Nord dove gli inverni sono miti.
Le sue ghiande sono commestibili. Una volta essiccate e macinate in polvere, possono essere mescolate a cereali e utilizzate come farina. I semi tostati sono utilizzati dalle popolazioni orientali come sostituto del caffè.
Il legno di questo albero è molto tenace, per questo viene utilizzato per costruzioni anche se meno spesso di altre querce. È utilizzato localmente come prezioso combustibile.